# پولیکارپوف آی-۶
آی-۶ (به انگلیسی: Polikarpov_I-6) یک هواگرد ملخ‌پیشین تک‌موتوره از نوع هواپیمای جنگنده ساخت شرکت پولیکارپوف است. هواگرد آی-۶ نخستین پروازش را در ۳۰ مارس ۱۹۳۰ میلادی انجام داد. در مجموع، تعداد ۲ فروند از این هواگرد ساخته شده‌است.
طراح این هواگرد، نیکولای نیکولائوچ پولیکارپف بود.